# Nic Henning
Nicholas G. (Nic) Henning (Knysna, 26 april 1969) is een Zuid-Afrikaans golfprofessional, die actief is op de Sunshine Tour.

## Loopbaan
Voordat Henning in 1992 een golfprofessional werd, was hij een golfamateur en hij won een paar golftoernooien waaronder het South African Strokeplay Championship.
In januari 1999 behaalde Henning op de Sunshine Tour zijn eerste profzege door het Vodacom Players Championship te winnen. Zijn laatste zege dateert van augustus 2006 waar hij zijn vierde profzege behaalde door de Vodacom Origins of Golf Tour te winnen op de Bloemfontein Golf Club.

## Prestaties

### Amateur
- 1988: World Cup of Golf
- 1989: South African Amateur Strokeplay Championship
- 1990: Southern Transvaal Closed Amateur Championship
- 1991: Springbok en Proudfoot Trophy

### Professional
Sunshine Tour
| Nr. | Datum            | Toernooi                                     | Score           | Score | Info                      |
| --- | ---------------- | -------------------------------------------- | --------------- | ----- | ------------------------- |
| 1   | 31 januari 1999  | Vodacom Players Championship                 | 71+68+67+69=275 | –13   | [ 1 ]                     |
| 2   | 22 juni 2003     | Royal Swazi Sun Classic                      | 65+66+67=198    | –18   | [ 2 ]                     |
| 3   | 8 mei 2004       | Capital Alliance Royal Swazi Sun Open        | 42              | 42    | Stablefordtelling-formule |
| 4   | 26 augustus 2006 | Vodacom Origins of Golf Tour at Bloemfontein | 68+70+67=205    | –11   | [ 4 ]                     |

### Prijzen
- Bobby Locke Trophy (1993)